# Temesváry János (történetíró)
Temesváry János (Szamosújvár, Belső-Szolnok vm., 1857. február 8. – Budapest, 1936. október 15.) történetíró, bölcseleti doktor, erdélyi egyházmegyei áldozópap és főgimnáziumi tanár, gimnáziumi igazgató, múzeumigazgató.

## Életútja
Az erdélyi örmény Temesvári család leszármazottja. 
A gimnázium négy osztályát szülővárosában, az V. és VI-at 1870-től a nagyszebeni állami gimnáziumban járta. 1872-ben az erdélyi egyházmegye növendékpapjai sorába felvétetvén, tanulmányait a gyulafehérvári főgimnáziumban 1874-ben végezte. Fogarasy Mihály püspök a hittudományok tanulása végett a bécsi Pazmaneumban küldte, ahol négy évig az egyetem hittani karának rendes tagja volt. 1878-ban fiatal kora miatt a gyergyószentmiklósi főelemi iskolának tanítója lett; 1879-ben az erdélyi püspök irodájában nyert alkalmazást. 1880. február 25-én áldozópappá szenteltetett. 1882 őszén a székelyudvarhelyi római katolikus főgimnázium tanárává neveztetett ki és miután a kolozsvári egyetemen a bölcseleti tanulmányokat is elvégezte, 1886-ban tanári és bölcseletdoktori oklevelet nyert. Mint okleveles tanár Gyulafehérvárt nyert alkalmazást, egyszersmind az alsó-fehérmegyei történelmi társulat főtitkárának is megválasztották; (ezen tisztéről 1888. november 9-én lemondott). 1890-ben állami szolgálatba lépett és előbb az aradi, 1891-től a zombori főgimnázium tanára lett. 1895-ben szülővárosába helyeztette át magát, ahol főgimnáziumi rendes tanár volt. 1907-ben a szamosújvári örmény múzeum igazgatói tisztje is reá ruháztatott.
Cikkeket írt az Archaelogiai Értesítőbe (1895., 1897.), a Közművelődésbe, Armeniába, Pesti Naplóba és a Magyar Államba.
Szerkesztette a szamosujvári örmény múzeum-egyesület hivatalos Közlönyét, az Armeniát 1908-tól.

## Munkái
- II. Gejza magatartása a pápaság és császárság második küzdelmében. Bölcsészettudori értekezés. Szamosujvár, 1886
- Az alsó-fehérmegyei tört., rég. és term. tud. társulat Évkönyve. I. évf. Kolozsvár, 1888 (ebben czikke: Hol verte meg Hunyadi János 1442-ben Mezid béget)
- A magyar örmény családok czímerlevelei. 50 czímerrajzzal. Szamosujvár, 1896
- A szamosujvári Rubens-kép. Uo. 1900 (különny. a szamosujvári áll. főgymnasium Értesítőjéből)
- Öt erdélyi püspök rangemelése. Kolozsvár, 1910
- Czikmádifalvi Szentandrássy István erdélyi püspök. Kolozsvár, 1912
- Erdély vál. püspökei (1618-1695). 1-2. köt. Szamosújvár, 1913-14
- Erdély kk. püspökei. Kolozsvár, 1922.
- Az erdélyi püspökök címerei. Bp., 1930
- Manzador Pius erdélyi püspök élete és irodalmi működése. Bp., 1931
- Hét erdélyi püspök végrendelete. Kolozsvár, 1931 (Erdélyi Tudományos Füzetek 32.)
- Adalékok az erdélyi jezsuita rendházak eltörlésének történetéhez. H.é.n.